# Stade Wuyuanhe
Le stade de la rivière Wuyuanhe ( chinois :五源河体育场), (également connu sous le nom de Centre sportif et culturel de la rivière Wuyuanhe, chinois: 五源河体育文化中心),,,,, est situé dans le district de Xiuying, ville de Haikou, province de Hainan, République populaire de Chine, couvrant une superficie de 287,7 hectares, c'est actuellement le plus grand stade de la province de Hainan et l'un des plus grands stades d'événements internationaux de Chine,.

## Histoire
La construction de la première phase du stade Wuyuanhe a commencé le 7 mars 2017. En juin de la même année, le stade lui-même était presque entièrement achevé et il a été officiellement inauguré le 28 avril 2018. Le stade Wuyuanhe est le premier stade de classe A de la province de Hainan. Ce stade de plus de 41 000 places est le premier projet majeur à être achevé au Centre culturel et sportif de Haikou.  L'investissement total dans le projet de stade est d'environ 1,06 milliard de yuans.

## Location et accès
Le stade est situé juste au sud-est du nouveau quartier de Haikou West Coast . Il est situé sur le côté est de Xiuying Chang Bin Road, à un peu moins de 3 km au sud-ouest de Holiday Beach . Une nouvelle route surélevée est-ouest a été construite en 2017 qui relie Haikou West Coast et le centre-ville de Haikou. Cette route passe directement au sud du stade et dispose d'une sortie pour y accéder.

## Description
Le site s'étend sur 406 acres.  Le stade lui-même fait 60 000 mètres carrés, auxquels s'ajoutent 20 500 mètres carrés de surface souterraine. Il a une capacité d'accueil de 41 506 personnes.  L'intérieur contient deux tours d'éclairage et deux grandes télévisions à chaque extrémité. Le côté ouest est découvert. Le côté ouest est couvert, contient les loges VIP et dispose de sièges qui s'étendent plus haut que les rangées du côté est. Les sièges sont en plastique et ajustés. Les voies d'accès sont larges et clairement indiquées.

## Événements
Depuis son ouverture, le centre a accueilli de nombreux événements, dont des matchs sportifs et des concerts. Parmi les événements marquants, on peut citer :
| Date                   | Événements |
| ---------------------- | --- |
| 26 avril 2018          | Le premier événement du stade a eu lieu. Une danse du bambou par des étudiants a été exécutée pour célébrer le 30e anniversaire de la zone économique spéciale de la province. Les danseurs étaient des étudiants venus de 36 écoles de 19 comtés de Hainan . Le nombre total de danseurs du bambou a été de 11 914, établissant un record du monde du Livre Guinness des records , battant le précédent record de danse du bambou de 10 736 personnes. Pendant la danse, à 20 heures, ils ont formé un énorme « Hainan 30 ». Plus de 15 000 spectateurs étaient présents, |
| 1er octobre 2018       | Un concert de musique pop a eu lieu avec Jay Chou , Show Lo , Cindy Yen , Yida Huang et plusieurs autres artistes. |
| 3-4 novembre 2018      | "2018'A Classic Tour Jacky·Classic" Concert de la tournée mondiale de Jacky Cheung Station Haikou |
| 30 décembre 2018       | "Des milliers d'étoiles Happy Island 2019 Travel TV Concert du Nouvel An" |
| 31 décembre 2018       | Festival de musique du réveillon du Nouvel An du volcan Haikou |
| 19 janvier 2019        | Concert de la tournée "Descendants of the Dragon 2060" de Leehom Wang à Haikou Station |
| 27 avril 2019          | Concert de tournée "Superbe Karen Mok " 2019 Haikou Station |
| 11 janvier 2020        | Miriam Yeung Concert de la tournée mondiale MY BEAUTIFUL LIVE — Gare de Haikou |
| 2 novembre 2019        | Concert de la tournée mondiale "Fable" d'Angela Chang à Haikou Station |
| 15-17 novembre 2019    | Concert de Hua Chenyu sur Mars |
| 23 novembre 2019       | 2019 Priscilla Chan Priscilla-ism China Tour Concert· Haikou Station |
| 31 décembre 2019       | 2019-2020 Hunan Satellite TV Joyeux concert du Nouvel An en Chine |
| 31 décembre 2020       | 2020-2021 Hunan Satellite TV Joyeux concert du réveillon du Nouvel An en Chine |
| 5 et 6 octobre 2020    | Festival de musique Forever Young Haikou |
| 16 octobre 2021        | Xinzhe Zhang - Concert de la tournée mondiale "Future Style 2.0" - Gare de Haikou |
| 18 décembre 2021       | Zhang Jiewei LIVE — Concert de la tournée « Yao·Beidou » — Gare de Haikou |
| 3 juin 2022            | Cérémonie d'ouverture et match d'ouverture de la Super League de l'Association chinoise de football 2022 (division Haikou) |
| 24 décembre 2022       | Concert de la tournée "Objets extraterrestres" de Joker Xue - Haikou Station |
| 14 avril 2023          | Concert de la tournée mondiale « Big Dream in Life » de Zhao Chuan « Haikou First Stop |
| 15 avril 2023          | Qingdao Chunsheng x TME live Super Live 丨 City Music Festival —— Station Jiguanhaikou |
| 2 mai 2023             | Concert "Ideal Road" de la Times Youth League - Gare de Haikou |
| 29 juin-2 juillet 2023 | Concert de la tournée mondiale du carnaval de Jay Chou Gare de Haikou |
| 26 août 2023           | Concert de la tournée nocturne de la Reine 2023, Haikou Station |
| 13 janvier 2024        | Concert de la tournée mondiale "Fable" d'Angela Chang Haikou Station |
| 27 janvier 2024        | Concert de la tournée "extraterrestre" de Joker Xue à Haikou Station |
| 15 Septembre 2024      | Concert de Kanye West, |

## Galerie

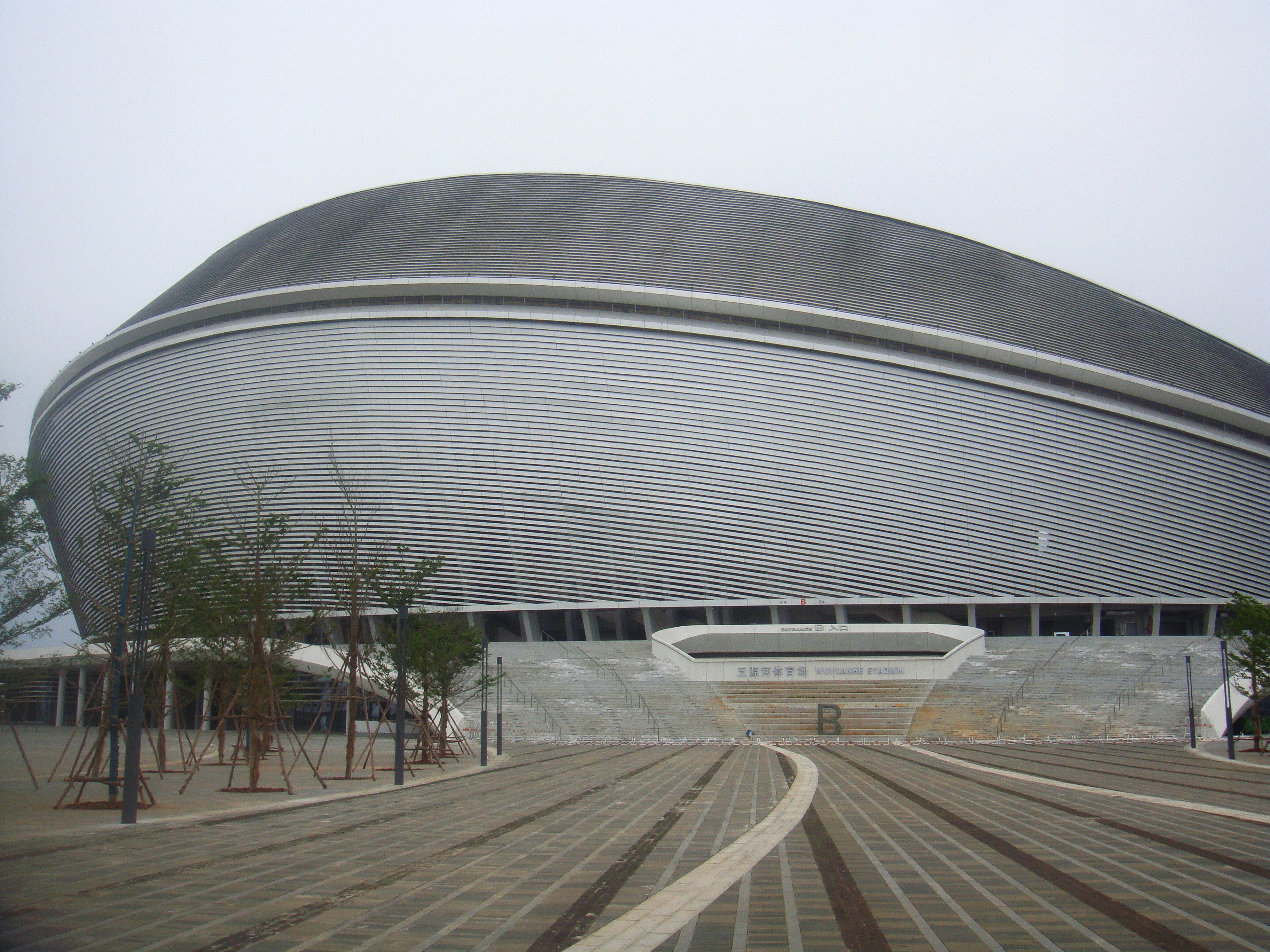
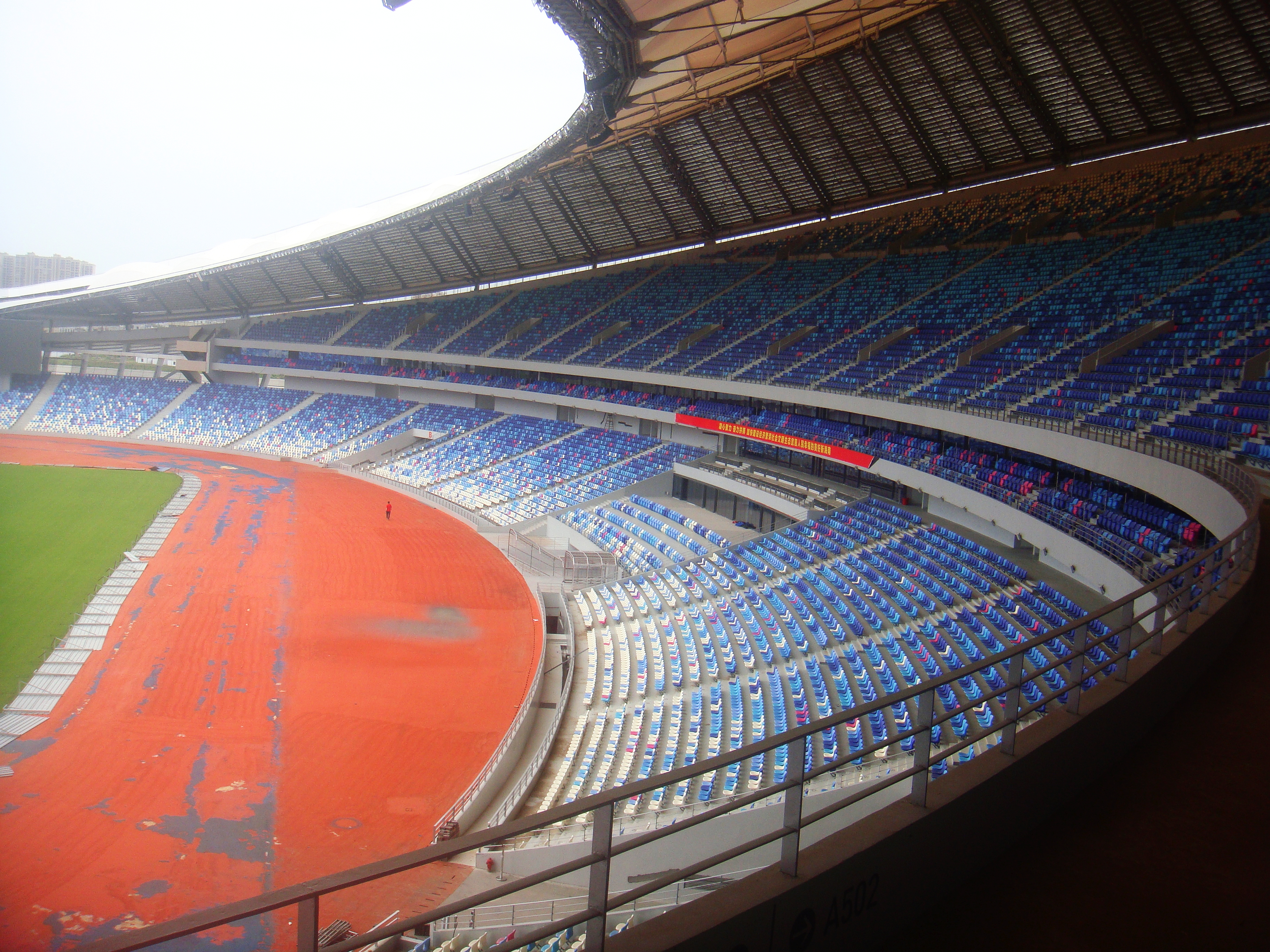
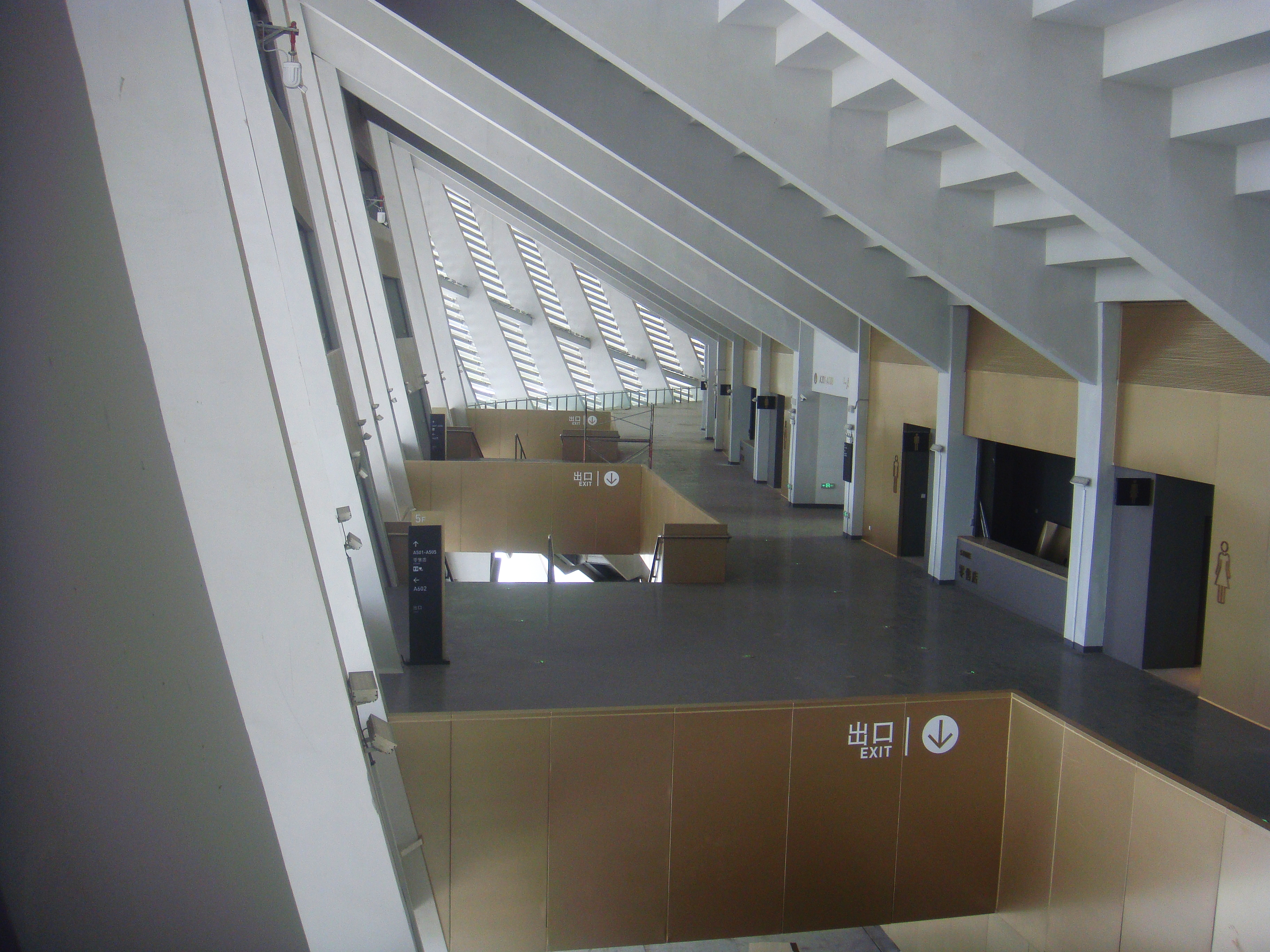
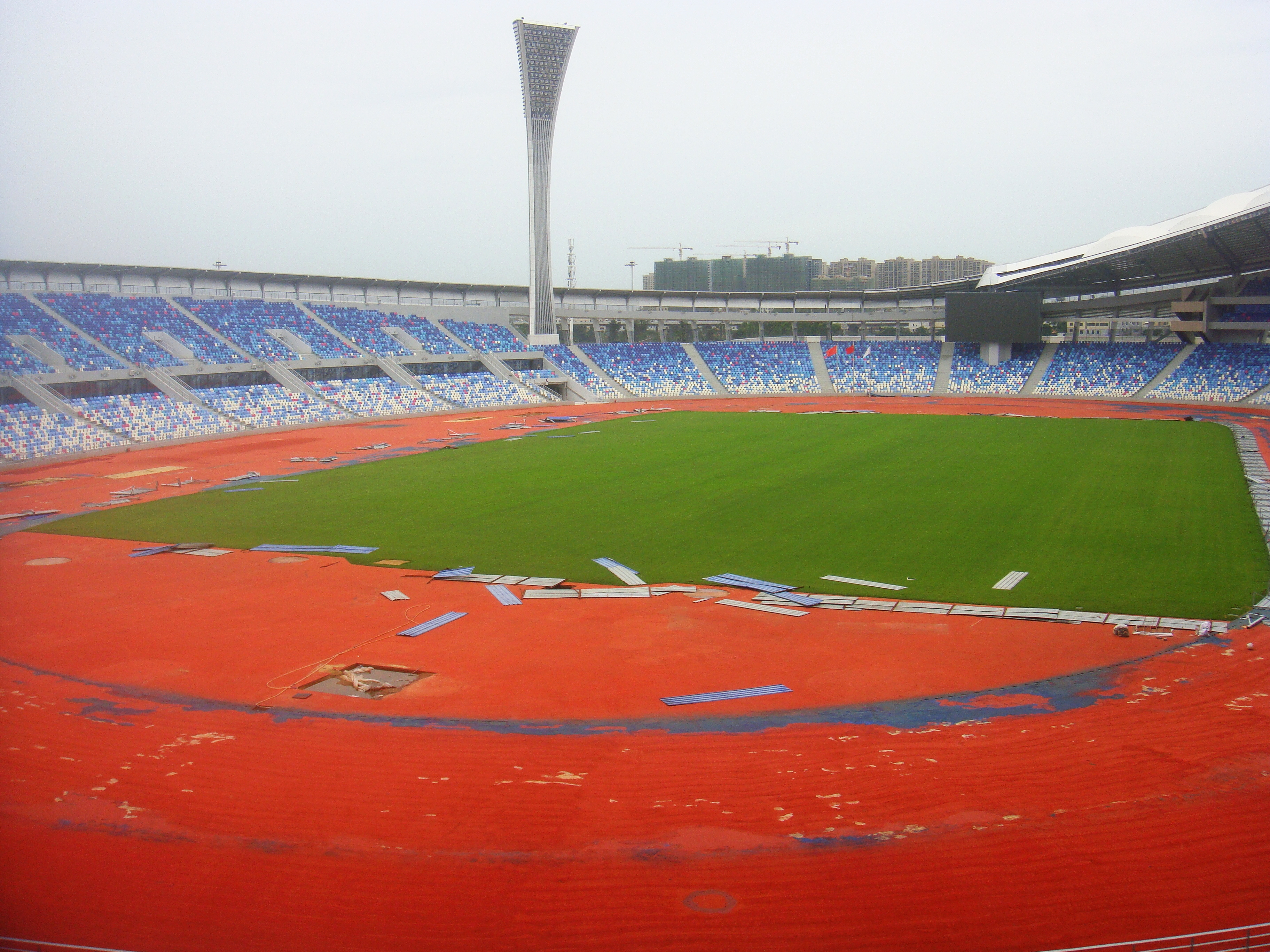